# Liste der Stolpersteine im Zlínský kraj

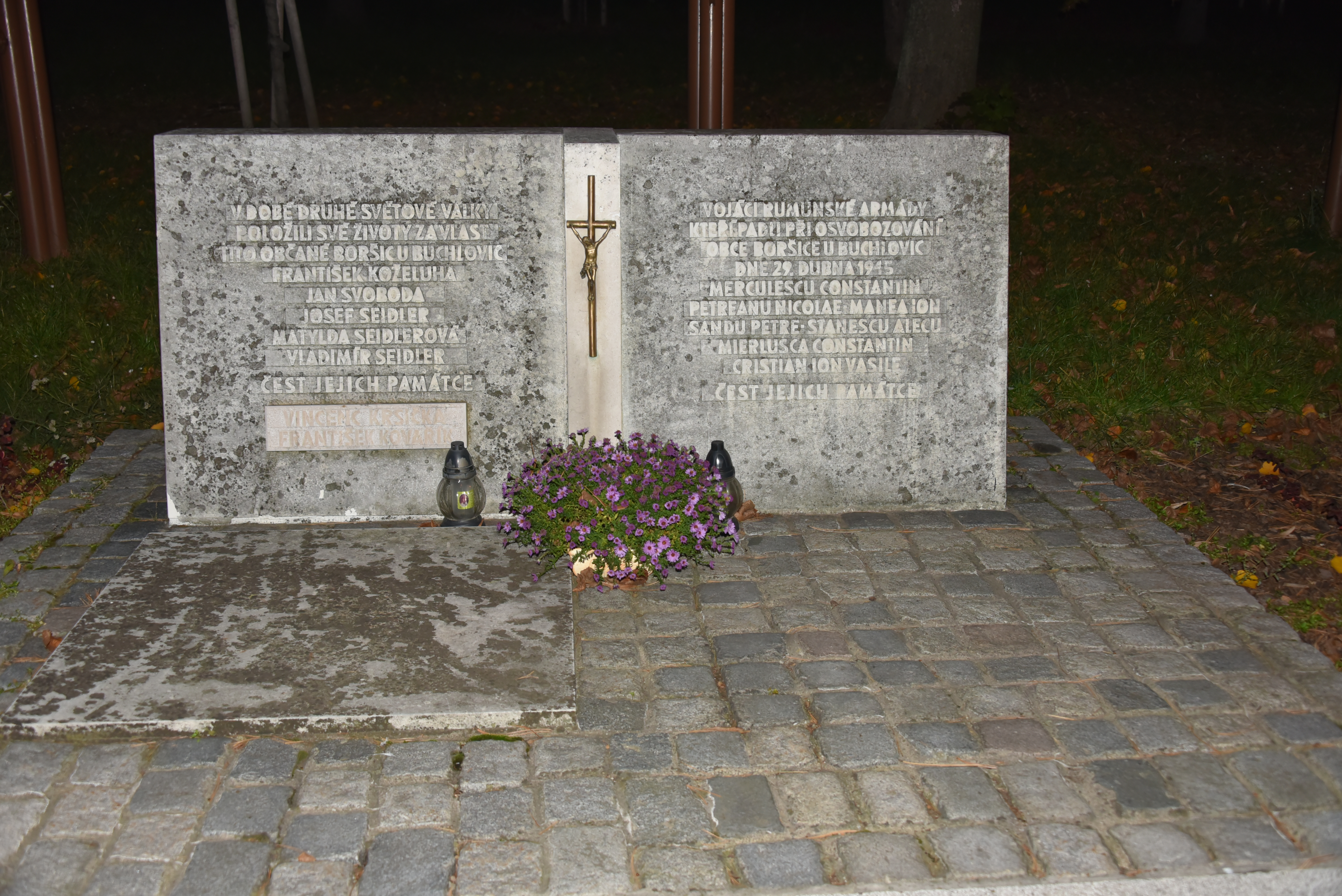
Denkmal u. a. für Josef Seidler und Matylda Seidlerová

Die Liste der Stolpersteine im Zlínský kraj enthält die Stolpersteine in der tschechischen Region Zlínský kraj. Stolpersteine erinnern an das Schicksal der Menschen, die von den Nationalsozialisten ermordet, deportiert, vertrieben oder in den Suizid getrieben wurden. Die Stolpersteine wurden vom Kölner Künstler Gunter Demnig konzipiert und werden in den meisten Fällen von ihm selbst verlegt.
Das tschechische Stolpersteinprojekt Stolpersteine.cz wurde 2008 durch die Česká unie židovské mládeže (Tschechische Union jüdischer Jugend) ins Leben gerufen und hat sich 2015 aufgelöst. Die Stolpersteine werden auf Tschechisch stolpersteine genannt, alternativ auch kameny zmizelých (Steine der Verschwundenen).

## Verlegte Stolpersteine

### Boršice
In der Gemeinde Boršice (deutsch Borschitz) wurden folgende Stolpersteine verlegt:
| Stolperstein | Übersetzung                                                                                      | Verlegeort    | Name, Leben |
| ------------ | ------------------------------------------------------------------------------------------------ | ------------- | --- |
|              | HIER LEBTE JOSEF SEIDLER GEB. 1897 DEPORTIERT 1943 NACH AUSCHWITZ ERMORDET 1943                  | Boršice 170 · | Josef Seidler wurde am 10. August 1897 geboren. Am 23. Januar 1943 wurde er mit seiner Frau Matylda Seidlerová und seinem Sohn Valtr Seidler mit dem Transport Cn von Uherský Brod im Okres Uherské Hradiště ins Ghetto Theresienstadt deportiert. Seine Transportnummer war 941. Von dort wurden er und seine Familie am 26. Januar 1943 mit dem Transport Cs, Zug Da 105, unter der Nr. 794 ins KZ Auschwitz-Birkenau überstellt, wo sie ermordet wurden. Ihm und seiner Frau wird auf einem Denkmal in Boršice gedacht. |
|              | HIER LEBTE MATYLDA SEIDLEROVÁ GEB. LÖWOVÁ GEB. 1888 DEPORTIERT 1943 NACH AUSCHWITZ ERMORDET 1943 | Boršice 170 · | Matylda Seidlerová wurde am 3. Januar 1888 geboren. Am 23. Januar 1943 wurde sie mit ihrem Mann Josef Seidler und ihrem Sohn Valtr Seidler mit dem Transport Cn von Uherský Brod ins Ghetto Theresienstadt deportiert. Ihre Transportnummer war 939. Von dort wurde sie zusammen mit Mann und Sohn am 26. Januar 1943 mit dem Transport Cs, Zug Da 105, unter der Nr. 792 nach Auschwitz-Birkenau überstellt, wo sie mit ihrer Familie ermordet wurde. Ihr und ihrem Mann wird auf einem Denkmal in Boršice gedacht.       |
|              | HIER LEBTE VALTR SEIDLER GEB. 1925 DEPORTIERT 1943 NACH AUSCHWITZ ERMORDET 1943                  | Boršice 170 · | Valtr Seidler wurde am 26. September 1926 geboren. Am 23. Januar 1943 wurde er mit seinen Eltern mit dem Transport Cn von Uherský Brod ins Ghetto Theresienstadt deportiert. Seine Transportnummer war 940. Von dort wurde er zusammen mit seinen Eltern am 26. Januar 1943 mit dem Transport Cs, Zug Da 105, unter der Nr. 793 nach Auschwitz-Birkenau überstellt, wo er und seine Eltern vom NS-Regime ermordet wurden.                                                                                                  |

### Kroměříž
In der Stadt Kroměříž (deutsch Kremsier) wurden die folgenden Stolpersteine verlegt:
| Stolperstein | Übersetzung | Verlegeort        | Name, Leben |
| ------------ | --- | ----------------- | --- |
|              | HIER LEBTE Dr. JOACHIM ASTEL DER LETZTE RABBINER IN KREMSIER GEB. 1.11.1901 ERMORDET 1942 IN AUSCHWITZ                                  | Moravcova 259 ·   | Joachim Astel (auch Jáchym Astel), geboren am 1. November 1901 in Przemyśl, wirkte 1931 bis 1933 als Rabbiner in Tachov, ab 1934 war er Rabbiner in Kroměříž (der letzte Rabbiner in dieser Stadt) und besuchte in dieser Eigenschaft auch die jüdische Gemeinde in Přerov. Joachim Astel wurde 1942 nach einer Anzeige verhaftet, bei der Gestapo in Přerov verhört und umgehend in das KZ Auschwitz überführt, wo er kurz danach ermordet wurde.                          |
|              | HIER LEBTE FRIMA ASTELOVÁ GEBORENE MELZEROVÁ GEB. 6.11.1904 DEPORTIERT 30.6.1942 NACH THERESIENSTADT ERMORDET 1944 IN AUSCHWITZ         | Moravcova 259 ·   | Frima Astelová, geb. am 6. November 1904, die Ehefrau von Joachim Astel, wurde am 30. Juni 1942, nur wenige Tage nach dem Tod ihres Mannes in Auschwitz, mit ihren zwei Söhnen mit dem Transport AAg (Nr. 152) aus Olmütz in das KZ Theresienstadt deportiert, am 15. Dezember 1943 mit dem Transport Dr (Nr. 63) dann weiter in das KZ Auschwitz, wo sie 1944 ermordet wurde.                                                                                              |
|              | HIER LEBTE JONATHAN ASTEL GEB. 18.6.1931 DEPORTIERT 30.6.1942 NACH THERESIENSTADT ERMORDET 1944 IN AUSCHWITZ                            | Moravcova 259 ·   | Jonathan Astel, geb. am 18. Juni 1931, Sohn von Joachim Astel und Frima Astelová, wurde am 30. Juni 1942 mit seiner Mutter und seinem Bruder mit dem Transport AAg (Nr. 153) aus Olmütz in das KZ Theresienstadt deportiert, am 15. Dezember 1943 mit dem Transport Dr (Nr. 64) dann weiter in das KZ Auschwitz, wo er 1944 ermordet wurde. |
|              | HIER LEBTE SCHMARJAHU ASTEL GEB. 10.10.1935 DEPORTIERT 30.6.1942 NACH THERESIENSTADT ERMORDET 1944 IN AUSCHWITZ                         | Moravcova 259 ·   | Schmarjahu Astel, geb. am 10. Oktober 1935, Sohn von Joachim Astel und Frima Astelová, wurde am 30. Juni 1942 mit seiner Mutter und seinem Bruder mit dem Transport AAg (Nr. 154) aus Olmütz in das KZ Theresienstadt deportiert, am 15. Dezember 1943 mit dem Transport Dr (Nr. 65) dann weiter in das KZ Auschwitz, wo er 1944 ermordet wurde. |
|              | HIER LEBTE EMIL BRAND GEB. 1881 DEPORTIERT 1942 NACH THERESIENSTADT ERMORDET 1942 IN MALY TROSTINEZ                                     | Vodní 56/11 ·     | Emil Brand, geboren am 28. Februar 1881, war Inhaber des Cafés Kavárna Brandova in Kroměříž. Bei ihm wohnten seine Schwester Elsa und deren Tochter Klara Löff, die 1942 verhaftet und ins Ghetto Theresienstadt deportiert wurden. Nur einige Tage später wurde auch er verhaftet und mit dem Transport AAg am 30. Juni 1942 aus Olmütz nach Theresienstadt und mit dem Transport AAx am 14. Juli 1942 nach Vernichtungslager Maly Trostinez deportiert und dort ermordet. |
|              | HIER LEBTE MUDr. ALFRÉD LÖFF GEB. 9.9.1900 DEPORTIERT 30.6.1942 NACH THERESIENSTADT ERMORDET 1944 IN AUSCHWITZ                          | Vodní 59/17 ·     | Alfréd Löff, ein Arzt, geboren am 9. September 1900 in Kroměříž, wurde am 30. Juni 1942 zusammen mit seiner Familie mit dem Transport AAg aus Olmütz nach Theresienstadt deportiert und von hier aus am 28. September 1944 mit dem transport Ek weiter nach KZ Auschwitz, wo er im selben Jahr ermordet wurde. Auf dem Haus befindet sich ebenfalls eine Gedenktafel zu seinen Ehren.                                                                                       |
|              | HIER LEBTE HERMAN LÖFF GEB. 17.4.1869 DEPORTIERT 30.6.1942 NACH THERESIENSTADT ERMORDET 1942 IN THERESIENSTADT                          | Vodní 59/17 ·     | Herman Löff, geboren am 17. April 1869 in Holešov, Vater von Alfréd Löff, wurde zusammen mit der ganzen Familie Löff am 30. Juni 1942 mit dem Transport AAg aus Olmütz in das KZ Theresienstadt deportiert, wo er am 8. Juli 1942 nach einem Herzversagen starb. |
|              | HIER LEBTE BEDŘICH LÖFF GEB. 14.5.1894 DEPORTIERT 30.6.1942 NACH THERESIENSTADT ERMORDET 1942 IN MALY TROSTINEZ                         | Vodní 59/17 ·     | Bedřich Löff, geboren 14. Mai 1894 in Kroměříž, Bruder von Alfréd Löff, wurde zusammen mit seiner Ehefrau Irena Löff am 30. Juni 1942 mit dem Transport AAg aus Olmütz in das KZ Theresienstadt deportiert, von dort dann am 14. Juli 1942 mit dem transport AAx weiter in das Vernichtungslager Maly Trostinez, wo er 1942 ermordet wurde. |
|              | HIER LEBTE IRENA LÖFF GEB. FISCHLOVÁ GEB. 9.11.1904 DEPORTIERT 30.6.1942 NACH THERESIENSTADT ERMORDET 1942 IN MALY TROSTINEZ            | Vodní 59/17 ·     | Irena Löffová, geb. Fischlová, geboren am 9. November 1904, wurde zusammen mit seinem Ehemann Bedřich Löff am 30. Juni 1942 mit dem Transport AAg aus Olmütz in das KZ Theresienstadt deportiert, von dort dann am 14. Juli 1942 mit dem Transport AAx weiter in das Vernichtungslager Maly Trostinez, wo sie 1942 ermordet wurde. |
|              | HIER LEBTE OTTO LÖFF GEB. 12.06.1896 DEPORTIERT 30.6.1942 NACH THERESIENSTADT ERMORDET 1942 IN RAASIKU                                  | Vodní 59/17 ·     | Otto Löff, geboren am 12. Juni 1896 in Kroměříž, Bruder von Alfréd Löff, wurde zusammen mit seiner Ehefrau Erna Löff am 26. Juni 1942 mit dem Transport AAf aus Olmütz in das KZ Theresienstadt deportiert, von dort dann am 1. September 1942 mit dem Transport Be (Zug Da 404) nach Raasiku, Kreis Harjumaa in Estland, wo er 1942 ermordet wurde. |
|              | HIER LEBTE ERNA LÖFF GEB. SCHIMMERLOVÁ GEB. 1.06.1903 DEPORTIERT 26.6.1942 NACH THERESIENSTADT ERMORDET 1942 IN RAASIKU                 | Vodní 59/17 ·     | Erna Löff, geboren am 1. Juni 1903, wurde zusammen mit ihrem Ehemann Otto Löff am 26. Juni 1942 mit dem Transport AAf aus Olmütz in das KZ Theresienstadt deportiert, von dort dann am 1. September 1942 mit dem Transport Be (Zug Da 404) nach Raasiku, Kreis Harjumaa in Estland, wo sie 1942 ermordet wurde. |
|              | HIER LEBTE MUDR. FELIX PRESSER GEB. 6.11.1899 VERHAFTET 1.9.1939 ERMORDET 24.2.1940 IN BUCHENWALD                                       | Kollárova 528/1 · | Felix Presser, geb. 6. November 1899 in Kroměříž, Arzt, war mit Bedřiška Presserová geb. Schwarz verheiratet und hatte zwei Kinder. Am 10. September 1939 wurde er nach Dachau deportiert und von dort am 27. September 1939 nach Buchenwald. Dort wurde er am 22. Februar 1940 ermordet. |
|              | HIER LEBTE PETR PRESSER GEB. 15.4.1930 DEPORTIERT 30.6.1942 NACH THERESIENSTADT ERMORDET 1942 IN MALY TROSTINEZ                         | Kollárova 528/1 · | Petr Presser, geb. am 15. April 1930 in Brünn, wurde zusammen mit seiner Mutter und Bruder Tomáš am 30. Juni 1942 mit dem Transport AAg aus Olmütz nach Theresienstadt und am 14. Juli 1942 mit dem Transport AAx weiter nach in den Vernichtungslager Maly Trostinez deportiert, wo er noch im gleichen Jahr ermordet wurde. |
|              | HIER LEBTE TOMÁŠ PRESSNER GEB. 6.3.1938 DEPORTIERT .30.6.1942 NACH THERESIENSTADT ERMORDET 1942 IN MALY TROSTINEZ                       | Kollárova 528/1 · | Tomáš Presser, geb. am 6. März 1938 in Olmütz, wurde zusammen mit seiner Mutter und Bruder Petr am 30. Juni 1942 mit dem Transport AAg aus Olmütz nach Theresienstadt und am 14. Juli 1942 mit dem Transport AAx weiter nach in den Vernichtungslager Maly Trostinez deportiert, wo er noch im gleichen Jahr ermordet wurde. |
|              | HIER LEBTE BEDŘIŠKA PRESSEROVÁ GEB. 31.5.1907 GEBORENE SCHWARZ DEPORTIERT 30.6.1942 NACH THERESIENSTADT ERMORDET 1942 IN MALY TROSTINEZ | Kollárova 528/1 · | Bedřiška Presserová, geborene Schwarz, geb. am 31. Mai 1907 in Lipník nad Bečvou, Ehefrau von Felix Presser, wurde zusammen mit ihren Söhnen Petr und Tomáš am 30. Juni 1942 mit dem Transport AAg aus Olmütz nach Theresienstadt und am 14. Juli 1942 mit dem Transport AAx weiter nach in den Vernichtungslager Maly Trostinez deportiert, wo sie noch im gleichen Jahr ermordet wurde.                                                                                   |

## Verlegedaten
- am 18. Juli 2013, in Boršice[34]
- 16. September 2014, Kroměříž, Vodní 56/11, von G. Demnig[35][36]
- am 6. November 2017, Kroměříž, Moravcova 259, Initiative der Stadtbibliothek und der Stadtverwaltung[35][37][38]
- am 16. April 2019, Kroměříž, Kollárova 528/1[39]
- am 1. Dezember 2020, Kroměříž, Vodní 59/17[35][40]

## Transporte
Aus Boršice bzw. aus Kroměříž gingen keine Transporte in das KZ Theresienstadt, die deportierten wurden zuerst nach Olmütz überführt. Aus Olmütz gab es dann in der Zeit von 1942 bis 1945 insgesamt sechs Transporte in das KZ, und zwar:
- AAf am 26. Juni 1942
- AAg am 30. Juni 1942
- AAm am 4. Juli 1942
- AAo am 8. Juli 1942
- Ez am 11. Januar 1944
- AE7 am 7. März 1945